# Ricard Imbernon
Ricard Imbernon Rios (Andorra la Vella, 21 dicembre 1975) è un allenatore di calcio ed ex calciatore andorrano, di ruolo centrocampista.